# 秤钩风
秤钩风（学名：Diploclisia affinis）为防己科秤钩风属下的一个种。